# 漫畫教學
漫畫教學，是指教授他人繪製漫畫。一般而言，通常會有漫畫教學班，漫畫教學書來進行教學，此外，漫畫教學的網站近來也成為一股新趨勢。

## 教學的種類
基本上，一般的教學漫畫是以長篇的連環漫畫為主，也有以素描式的真人頭部卻加上比臉還小的身體的諷刺漫畫(此種漫畫多發表於報章雜誌，並以真實存在的政治人物為主。)，但較為少見。
通常，漫畫教學班的費用較漫畫教學書來的昂貴，教學班的優點就是能親眼看見老師本人的繪畫過程和步驟，並且能得到老師對學生的作品指導。缺點就是容易受到該名老師的影響，學生較無屬於自我的風格(近年有不少漫畫家以多名老師一同開課的方式，此問題已漸漸改善。)

## 教學的內容

### 工具與消耗品
- 漫畫專用原稿紙（一般的圖畫紙在用G筆時，墨水容易暈開），B4為日本投稿用原稿尺寸，A4為日本同人誌用原稿尺寸
- 鉛筆（HB～2B）、製圖專用「橡皮擦」（打底稿時使用）
- G筆、圓筆、墨水、製圖筆、鴨嘴筆（使用「毛筆」上墨水）
- 網點紙、美工刀（或「筆刀」）、切割墊
- 描圖紙、透寫台、紙膠水

### 畫技
- 人物（臉型、表情、身材比例、肢體動作、衣物隨人物動作的折皺感）
- 小道具（掌握物品的特徵後，簡化線條）
- 背景（使用透視圖的方式做出遠近感，或是用電腦3D製圖，將3D的場景模型輸出成線稿）
- 效果線與狀聲字
- 分鏡構圖（參照電影的分鏡圖）

### 劇情的表達方式
- 四格漫畫（起、承、轉、結）
- 小說或動畫改編

## 相關書籍
日本漫畫家
- 《渡瀨悠宇的漫畫教室》  EAN 4710765211752
- 《鳥山明漫畫教室》 ISBN 9573413930
- 《雲上之龍 - 塀內夏子的漫畫入門》 ISBN 9861180044
- 新條真由的《笨蛋也OK的漫畫教室》 EAN 4712805826032
- 《少女漫畫家養成法》 ISBN 9789862092620
- 《村田雄介漫畫教室R》 ISBN 9789863242321

台灣漫畫家
- 任正華的《我要畫漫畫》 ISBN 9576439345
- 《小威老師漫畫教室》
  1. ISBN 9571034959
  2. ISBN 9789571040004
  3. ISBN 9789571051475

香港漫畫家
- 牛佬的《職業連環圖教室》ISBN 9789881917768  （页面存档备份，存于）

## 相關
- 漫畫家
- Category:漫研類漫畫